# Sony Music Entertainment
Sony Music Entertainment (SME), ook bekend als Sony Music, is een van de grootste platenmaatschappijen ter wereld. Het huidige Sony Music Entertainment ontstond in 2008. In dat jaar werd Bertelsmann door Sony uitgekocht uit de Sony BMG Music Entertainment joint-venture.

## Activiteiten
Sony Music is wereldwijd actief en heeft vestigingen in meer dan 40 landen. Het hoofdkantoor staat in de stad New York. 
Onder Sony Music vallen wereldbekende platenlabels zoals Columbia Records, RCA Records, Epic Records, Arista Records, Legacy Recordings, Sony Music Latin en Sony Classical. In het gebroken boekjaar dat loopt tot 31 maart 2023 behaalde Sony Music een omzet van iets meer dan 10 miljard Amerikaanse dollar. Ongeveer twee derde wordt behaald met de verkoop van muziek, waarvan weer twee derde met streamingsdiensten. Verder is de muziekuitgeverij belangrijk en tot slot is er een divisie die zich actief bezig houdt met merchandising en videodiensten.

## Geschiedenis
Sony werd actief in de muziekindustrie in 1991 met de overname het Amerikaanse CBS Records. Dit bedrijf ging op in Sony Music Entertainment. In 2004 gingen Sony en BMG samenwerken onder de nieuwe bedrijfsnaam Sony BMG Music Entertainment. De combinatie had bijna 23% van de wereldmarkt in handen en stond daarmee op de tweede plaatse, net achter Universal Music. 
Beide bedrijven verkeerden in financiële problemen vanwege het illegaal downloaden van muziek en piraterij de platenindustrie. Financiële analisten verwachtten dat de nieuwe combinatie Sony BMG jaarlijks rond de US$ 350 miljoen aan kosten konden besparen, mede omdat 2000 banen gaan verdwijnen, waarmee de bedrijven weer winst konden maken. De primaire platenlabels behielden hun naam, maar Sony Music was een werkmaatschappij van Sony BMG geworden, net als BMG Entertainment.
De toekomst van de combinatie stond sinds begin 2006 op spanning. Bertelsmann had nieuwe strategische doeleinden voor zichzelf gesteld die in conflict konden zijn met de participatie in Sony BMG. BMG Music Publishing, een niet aan Sony BMG verbonden muziekuitgeverij opgericht door Bertelsmann, werd verkocht aan de Universal Music Group. Dit was een indicatie dat Bertelsmann uit de muziekindustrie wilde stappen. De verkoop van het aandeel in Sony BMG zou gebruikt worden om schulden af te betalen en om te investeren in andere divisies. Op 1 oktober 2008 kwam Sony BMG voor 100% in handen van Sony en werd de naam gewijzigd in Sony Music Entertainment Inc. of kortweg Sony Music. Sony betaalde US$ 1,2 miljard voor het aandelenbelang van BMG in Sony BMG.
In 2012 kocht Sony Music ongeveer de helft van de aandelen in de Amerikaanse muziekuitgever The Orchard. In 2015 volgde een succesvol bod op de resterende aandelen en Sony Music werd de enige aandeelhouder. The Orchard werd in 1997 opgericht en behaalde een jaaromzet van ongeveer US$ 200 miljoen toen Sony Music de eigenaar werd. In 2016 werd het Britse Ministry of Sound overgenomen. Na deze kleine acquisities volgde in 2018 EMI Music Publishing, deze werd ingelijfd voor US$ 2,3 miljard.  Met deze koop verdubbelde de muziekcatalogus van Sony Music van 2,3 miljoen naar 4,4 miljoen nummers. EMI volgde nummers toe van diverse Motown artiesten, Carole King, Kanye West, P!nk, Sam Smith en Drake. Sony Music had al sinds 2012 een aandelenbelang van 30% in EMI Music Publishing maar breidde dit uit naar 90% met deze transactie.
Het muziekbedrijf is onderdeel van de Grote Drie, waaronder ook concurrenten Universal Music Group (de grootste muziekgroep ter wereld) en Warner Music vallen.